# Eww
Emacs Web Wowser (un retroacrónimo de Eww) es un navegador web escrito completamente en Emacs Lisp. Forma parte de GNU Emacs desde la versión 24.4. Si Emacs se compila con las bibliotecas de imagen correctas y se ejecuta en un entorno gráfico (como el sistema de ventanas X), puede renderizar imágenes directametne dentro del buffer de Emacs. eww fue desarrollado por Lars Magne Ingebrigtsen, inicialmente como parte del lector de correos Gnus para mostrar correos HTML, pero al añadirse soporte para HTTP desde el paquete url.el, se convirtió en navegador web funcional.